# Skolderup
Skolderup (dansk) eller Scholderup (tysk) er en landsby beliggende ved Løjt Å og få kilometer nord for Slien i det sydlige Angel i Sydslesvig. Administrativt hører landsbyen under Torsted Kommune i Slesvig-Flensborg kreds i den nordtyske delstat Slesvig-Holsten. Skolderup var en selvstændig kommune, inden den blev indlemmet i Torsted i 1938. I kirkelig henseende hører landsbyen til Tolk Sogn. Sognet lå i Strukstrup Herred (Gottorp Amt, Sønderjylland), da området tilhørte Danmark. I den danske tid var der en skole i byen. Landsbyen er landsbrugspræget. Lidt syd for landsbyen ligger godset Rojum og Bråholm Skov.
Skolderup er første gang nævnt 1459. Navnet henføres til mandsnavnet Skuli eller oldnordisk Skolli. Johannes Kok skriver Skoldrup. I 1837 bestod byen af 12 gårde og 12 kådnersteder. Under Torstenssonfejden ødelagde svenske soldater fire gårde i landsbyen. Ved Løjt Å lå tidligere en vandmølle. Den tidligere kommune rådede i 1933 over et areal på 296 ha og havde 190 indbyggere.